# Episodi di Alexa - Vita da detective (prima stagione)
La prima stagione del telefilm Alexa - Vita da detective è andata in onda in Australia dal 17 luglio al 18 settembre 2019 su Network 10. In Italia è stata trasmessa su Giallo dal 20 novembre al 18 dicembre 2024.
| nº | Titolo originale         | Titolo italiano       | Prima TV Australia | Prima TV Italia  |
| -- | ------------------------ | --------------------- | ------------------ | ---------------- |
| 1  | The Boyfriend Experience | Incontro on line      | 17 luglio 2019     | 20 novembre 2024 |
| 2  | The Locked Room          | La camera chiusa      | 24 luglio 2019     | 20 novembre 2024 |
| 3  | Lividity in Lycra        | Livor mortis in lycra | 31 luglio 2019     | 27 novembre 2024 |
| 4  | Can't Stand the Heat     | Calore mortale        | 7 agosto 2019      | 27 novembre 2024 |
| 5  | Feet of Clay             | Piedi di argilla      | 14 agosto 2019     | 4 dicembre 2024  |
| 6  | Another Bloody Podcast   | Il podcast segreto    | 21 agosto 2019     | 4 dicembre 2024  |
| 7  | Old School               | Vecchia scuola        | 28 agosto 2019     | 11 dicembre 2024 |
| 8  | Remains to Be Seen       | Una salma di troppo   | 4 settembre 2019   | 11 dicembre 2024 |
| 9  | Fake Empire              | Un falso impero       | 11 settembre 2019  | 18 dicembre 2024 |
| 10 | Mirror Mirror            | Lo specchio           | 18 settembre 2019  | 18 dicembre 2024 |

## Incontro on line
- Titolo originale: The Boyfriend Experience
- Diretto da: Leah Purcell
- Scritto da: Matt Ford

### Trama
L'ex detective della polizia di Melbourne Alexa Crowe viene contattata dalla squadra Omicidi (dove Alexa lavorava) per indagare sulla morte di una donna caduta nel balcone di un hotel.

## La camera chiusa
- Titolo originale: The Locked Room
- Diretto da: Mat King
- Scritto da: Peter Gawler

### Trama
Alexa indaga sull'omicidio di un uomo avvenuto in una stanza di motel ucciso a colpi d'arma da fuoco, e l'assassino é fuggito quando la porta è stata chiusa dall'interno.

## Livor mortis in lycra
- Titolo originale: Lividity in Lycra
- Diretto da: Leah Purcell
- Scritto da: Ainslie Clouston

### Trama
Alexa s'infiltra nel mondo del ciclismo per indagare sulla morte di un direttore finanziario di un settore alberghiero avvenuto durante la sua pedalata mattutina dovuta forse ad un malore.

## Calore mortale
- Titolo originale: Can't Stand the Heat
- Diretto da: Mat King
- Scritto da: Chris Hawkshaw

### Trama
Alexa s'infiltra nel mondo della cucina per indagare sull'omicidio di uno studente di cucina, e Alexa dovrà affinare le sue abilità per risolvere il caso.

## Piedi di argilla
- Titolo originale: Feet of Clay
- Diretto da: Jovita O'Shaughnessy
- Scritto da: Claire Tonkin

### Trama
Alexa indaga sull'incidente stradale in cui ha perso la vita di una donna, nonostante il guidatore ubriaco si sia consegnato, Alexa crede che sia stato qualcun altro ad uccidere la donna.

## Il podcast segreto
- Titolo originale: Another Bloody Podcast
- Diretto da: Jovita O'Shaughnessy
- Scritto da: Monica Zanetti e Tim Pye

### Trama
Alexa indaga sull'omicidio di un uomo avvenuto in un vicolo durante il matrimonio del fratello.

## Vecchia scuola
- Titolo originale: Old School
- Diretto da: Ben C Lucas
- Scritto da: Chris Hawkshaw

### Trama
Alexa rivive il passato indagando sull'omicidio di un suo ex insegnante.

## Una salma di troppo
- Titolo originale: Remains to Be Seen
- Diretto da: Ben C Lucas
- Scritto da: Tim Pye

### Trama
Alexa indaga sul ritrovamento del cadavere di un uomo trovato in una tomba di qualcun altro.

## Un falso impero
- Titolo originale: Fake Empire
- Diretto da: Mat King
- Scritto da: Paul Bennett

### Trama
Alexa coglie al volo l'occasione di accogliere la denuncia di una veggente su un omicidio.

## Lo specchio
- Titolo originale: Mirror Mirror
- Diretto da: Mat King
- Scritto da: Chris Corbett e Tim Pye

### Trama
Alexa s'infiltra nel mondo della bellezza indagando sulla morte di un chirurgo estetico.